# Els Orriets
Els Orriets (també coneguda com el Cap d'Urdiets) és una muntanya de 2.146 metres situada a l'extrem oriental de la Serra de Querol, al Port del Comte. Es troba entre els municipis de Guixers i de la Coma i la Pedra a la Vall de Lord, (Solsonès).

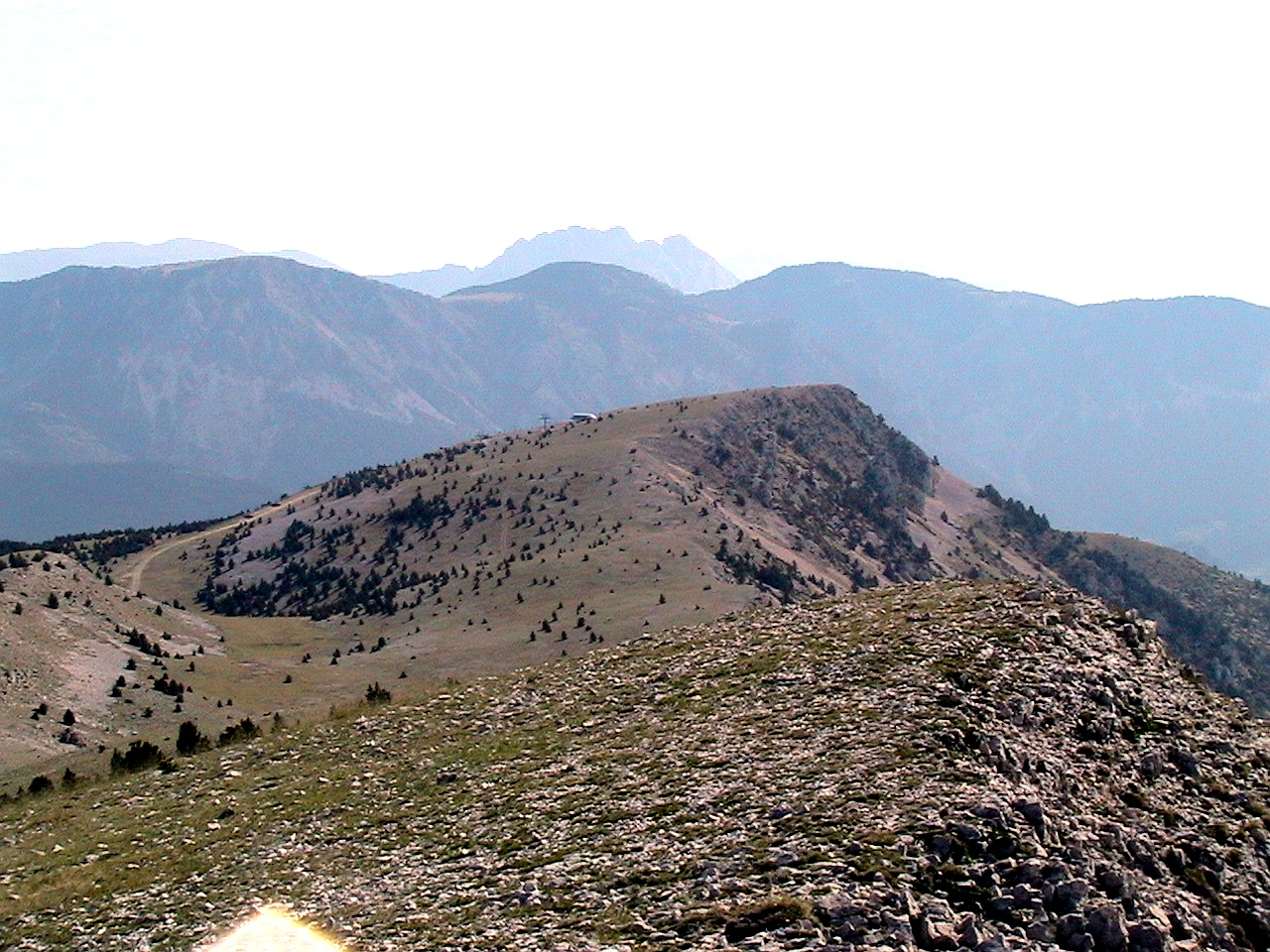
El cap dels Orriets des del Puig de les Morreres, amb la Serra del Verd i el Pedraforca al fons